# (1986) Plaut
(1986) Plaut (1935 SV1) – planetoida z pasa głównego asteroid okrążająca Słońce w ciągu 5,45 lat w średniej odległości 3,09 j.a. Odkryta 28 września 1935 roku.